# 洛雷托站
洛雷托站（義大利語：Loreto）位於米蘭市區內的洛雷托廣場，是一個繁忙的車站。洛雷托站米蘭地鐵1號線和米蘭地鐵2號線的一個交會車站，開通於1964年，當時只是地鐵1號線的車站。1969年開始，洛雷托站成為1號線和2號線的交會車站。